# Pieter Fris

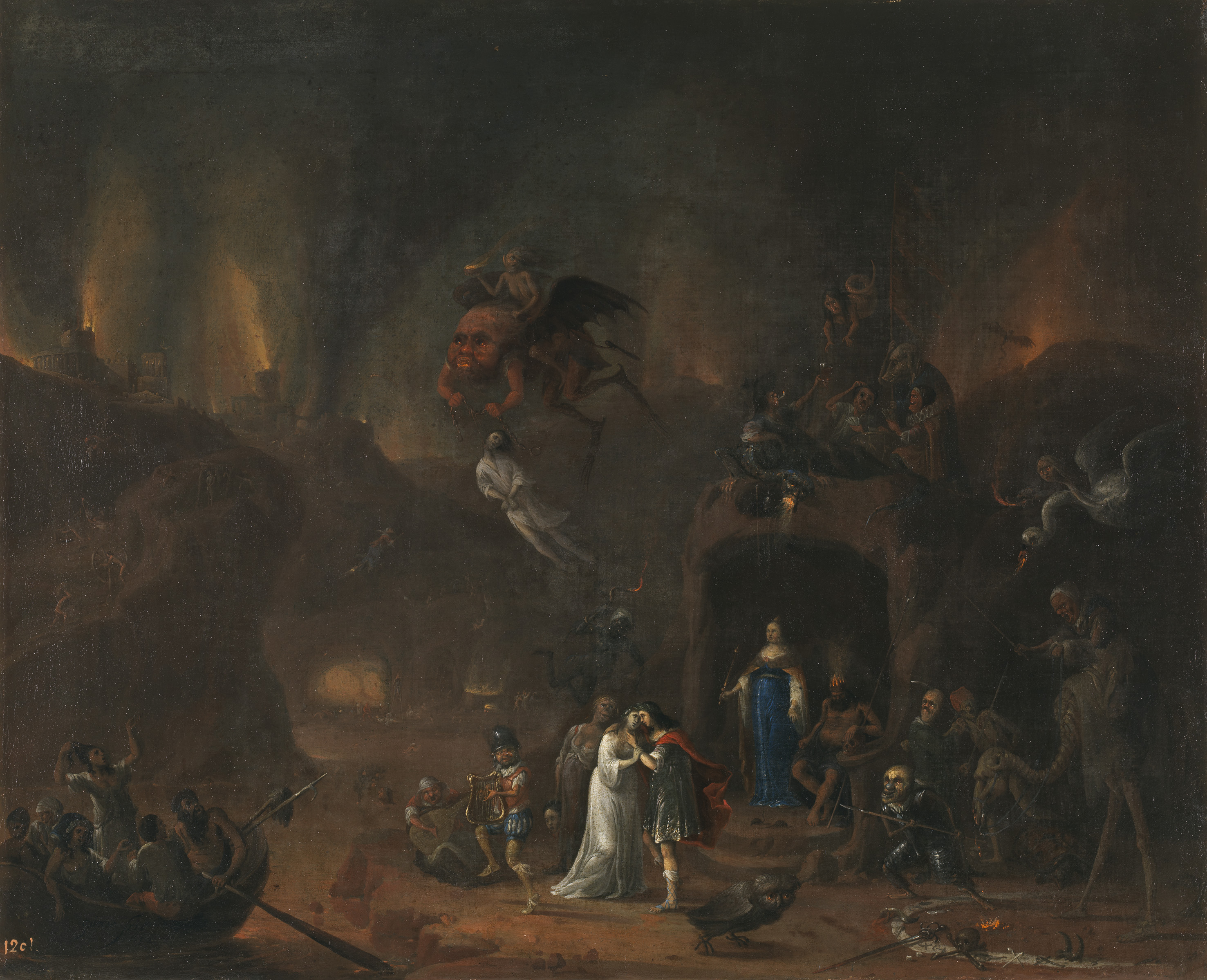
Orpheus en Eurydice in de onderwereld (1652)

Pieter Fris (Amsterdam, gedoopt op 26 november 1628 - Delft, begraven op 23 december 1706) was een Nederlandse kunstschilder en kunsthandelaar uit de Gouden Eeuw. Hij wordt ook wel Pieter Frits of Fritz genoemd.
Pieter Fris was de zoon van Gerrit en Anna Fris. Hij trouwde in 1655 in Amsterdam met Josijntje Verhulst, maar het huwelijk bleef kinderloos. In 1668 beloofde Fris, nadat hij een kind verwekt had bij een andere vrouw, om opnieuw zijn echtgenote trouw te blijven. Hoewel ze in 1669 van tafel en bed scheidden, leefden ze later in Delft toch weer bij elkaar.
Fris was van 1645 tot 1648 in Rome waar hij onder de naam Welgemoet lid was van de Bentvueghels. Volgens Arnold Houbraken kreeg hij de naam Welgemoet van de Bentvueghels omdat hij bij zijn inwijdingsritueel was ingesloten door vuurwerk en dat moedig doorstond. Vanaf 1648 bezocht hij verschillende plaatsen in Nederland. Hij was van 1660 tot 1668 lid van het Sint-Lucasgilde van Haarlem. Op 30 augustus 1668 droeg hij, wonende in Amsterdam, zijn schilderijenhandel over aan Jan de Waale omdat hij een schuld van circa fl. 700 had. Vanaf 1683 was hij lid van het Sint-Lucasgilde in Delft. Hij werd in de Nieuwe Kerk te Delft begraven.
Hij schilderde allegorieën, historiestukken en landschappen. Er zijn maar weinig werken van hem bekend. Een schilderij voorstellende Orpheus en Eurydice in de onderwereld is in het bezit van het Prado.

## Wetenswaardigheden

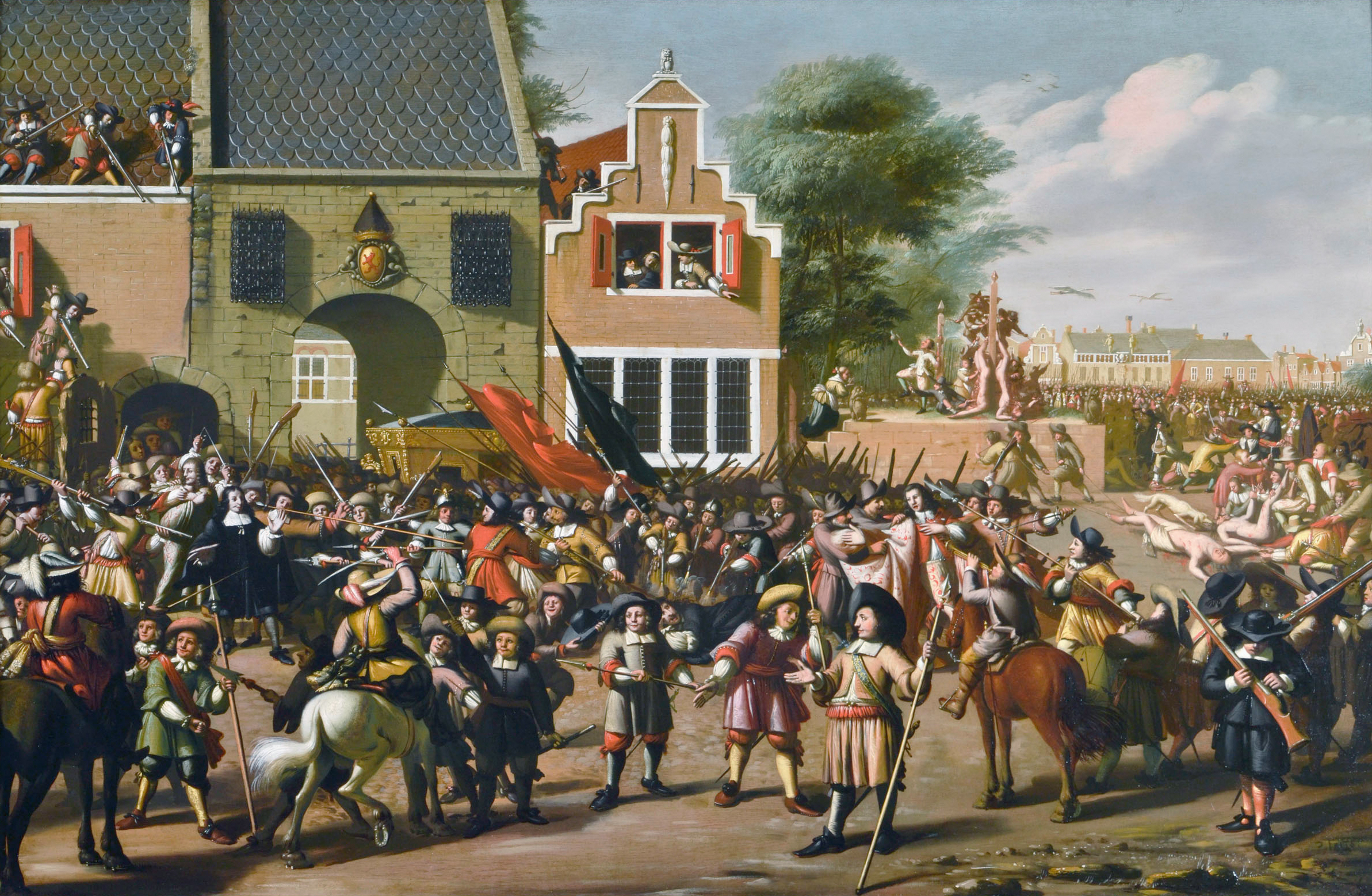
Moord op de gebroeders De Witt, door Pieter Frits

- Pieter Fris schilderde na de moord op de gebroeders De Witt in detail de afslachting in verschillende fases. Het schilderij werd in 1895 aan het Haags Gemeentemuseum geschonken[1] en maakt thans deel uit van de collectie van het Haags Historisch Museum.

- Biografisch Portaal: 13195516
- Digitale Bibliotheek voor de Nederlandse Letteren: fris005
- International Standard Name Identifier: 0000 0000 7054 9585
- Library of Congress Control Number: nb2006005742
- Nederlandse Thesaurus van Auteursnamen: 070887861
- RKD-Nederlands Instituut voor Kunstgeschiedenis: 29551
- Union List of Artist Names: 500028350
- Virtual International Authority File: 95856714
- WorldCat: E39PBJjtdkKkpwJKpgFyKcbrv3